# 信貴山口駅
信貴山口駅（しぎさんぐちえき）は、大阪府八尾市黒谷六丁目にある、近畿日本鉄道（近鉄）の駅。鉄道線の信貴線と鋼索線の西信貴鋼索線との接続駅である。駅番号は信貴線がJ14、西信貴鋼索線がZ14。

## 歴史
- 1930年（昭和5年）12月15日：大阪電気軌道（大軌）信貴線の山本（現在の河内山本） - 当駅間および信貴山電鉄鋼索線の当駅 - 高安山間の開通と同時に開業[1]。
- 1931年（昭和6年）10月29日：信貴山電鉄が信貴山急行電鉄に社名変更し、同社と大軌の共同使用駅となる[2]。
- 1941年（昭和16年）3月15日：大軌が参宮急行電鉄との合併により関西急行鉄道（関急）となり、同社と信貴山急行電鉄の共同駅となる[1]。
- 1944年（昭和19年）
  - 1月7日：信貴山急行電鉄鋼索線が不要不急線として休止となる[1]。
  - 4月1日：関急が信貴山急行電鉄を合併し、関急の単独駅となる[2]。
  - 6月1日：戦時統合により関急が近畿日本鉄道へ改組され、同社の駅となる[1]。
- 1948年（昭和23年）7月1日：東高安駅に改称[3]。
- 1957年（昭和32年）3月21日：再び信貴山口駅に改称[3]。旧・信貴山急行電鉄鋼索線が近鉄西信貴鋼索線として営業再開[1]。
- 1967年（昭和42年）12月20日：大阪線との直通運転（日中は普通・ラッシュ時間帯は準急）を廃止し、線内折返し運転となる。
- 2007年（平成19年）4月1日：PiTaPa使用開始[4]。

## 駅構造
駅舎を中心に、北方向に信貴線ホーム、東方向に鋼索線ホームがL字状に伸びている地平駅。改札口は1ヶ所のみで、信貴線・鋼索線の共用。従って、信貴線と鋼索線の乗り換えは改札を出ることなく可能となっている。
近鉄八尾駅管理の有人駅で、PiTaPa・ICOCA対応の自動改札機および自動精算機（回数券カードおよびICカードのチャージに対応）が設置されている。
信貴線ホーム（河内山本方面）
2面1線の櫛形ホーム。普段は西側のホームが乗降車用である。多客時は東側ホームを降車用、西側ホームを乗車用としている。
2線時代の跡も残っているが、いつ頃1線に縮小されたかは不明である。
西信貴鋼索線ホーム（高安山方面）
信貴線ホーム同様頭端式2面1線。但し南側のホームは平常時は使われておらず、北側（改札、信貴線のりかえ口から見て左側）のホームのみ使用している。

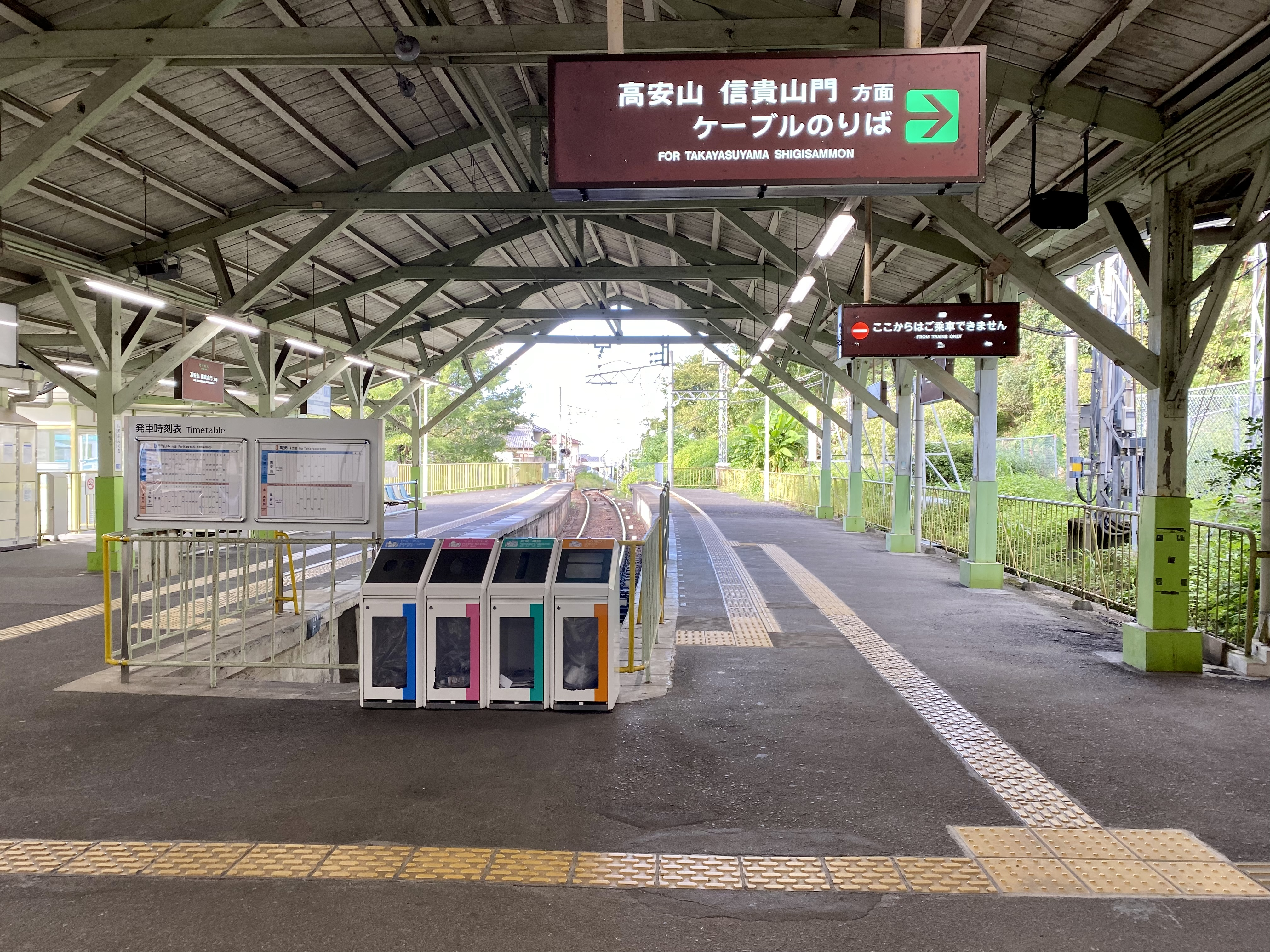
信貴線ホーム
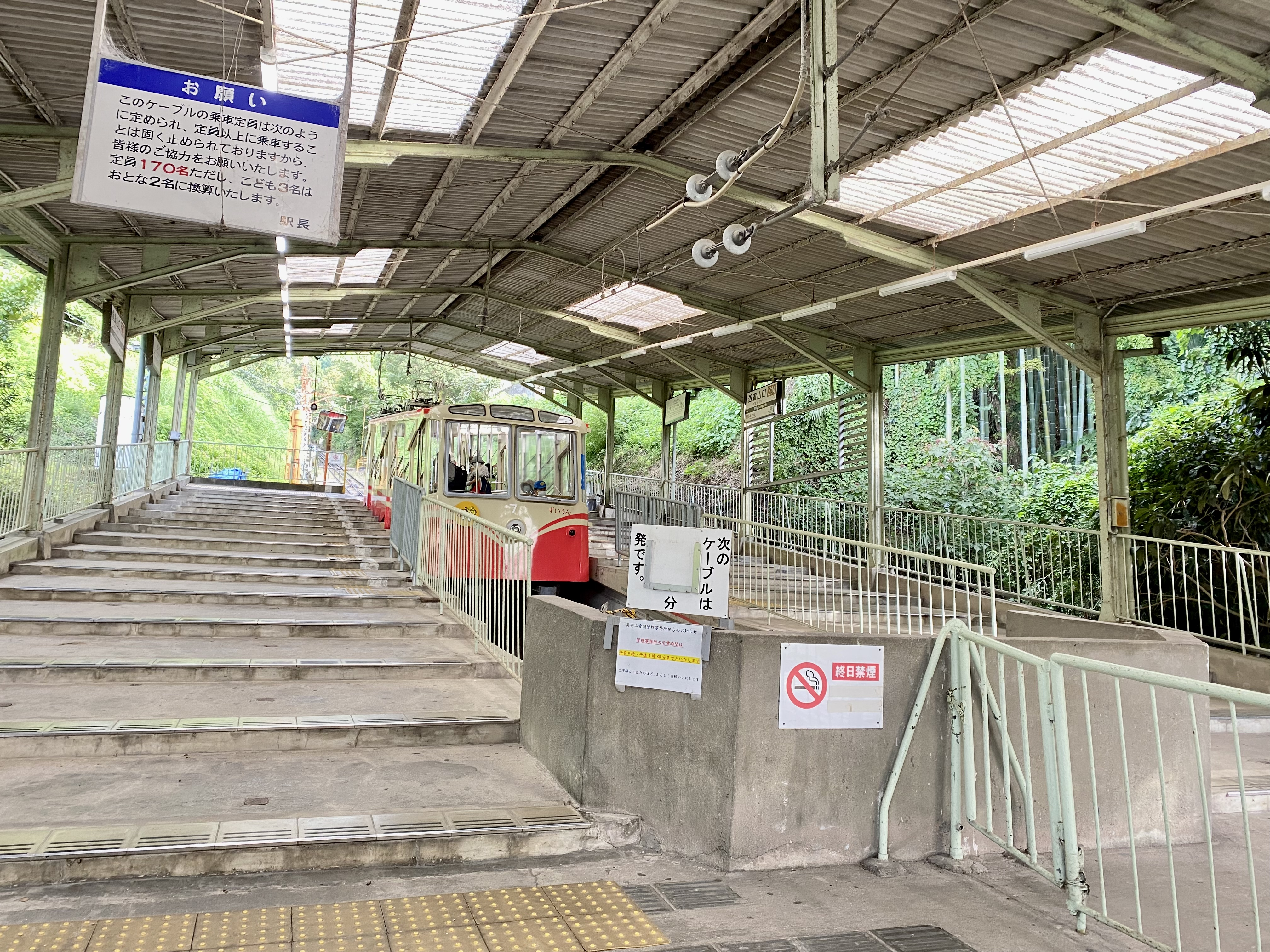
鋼索線ホーム
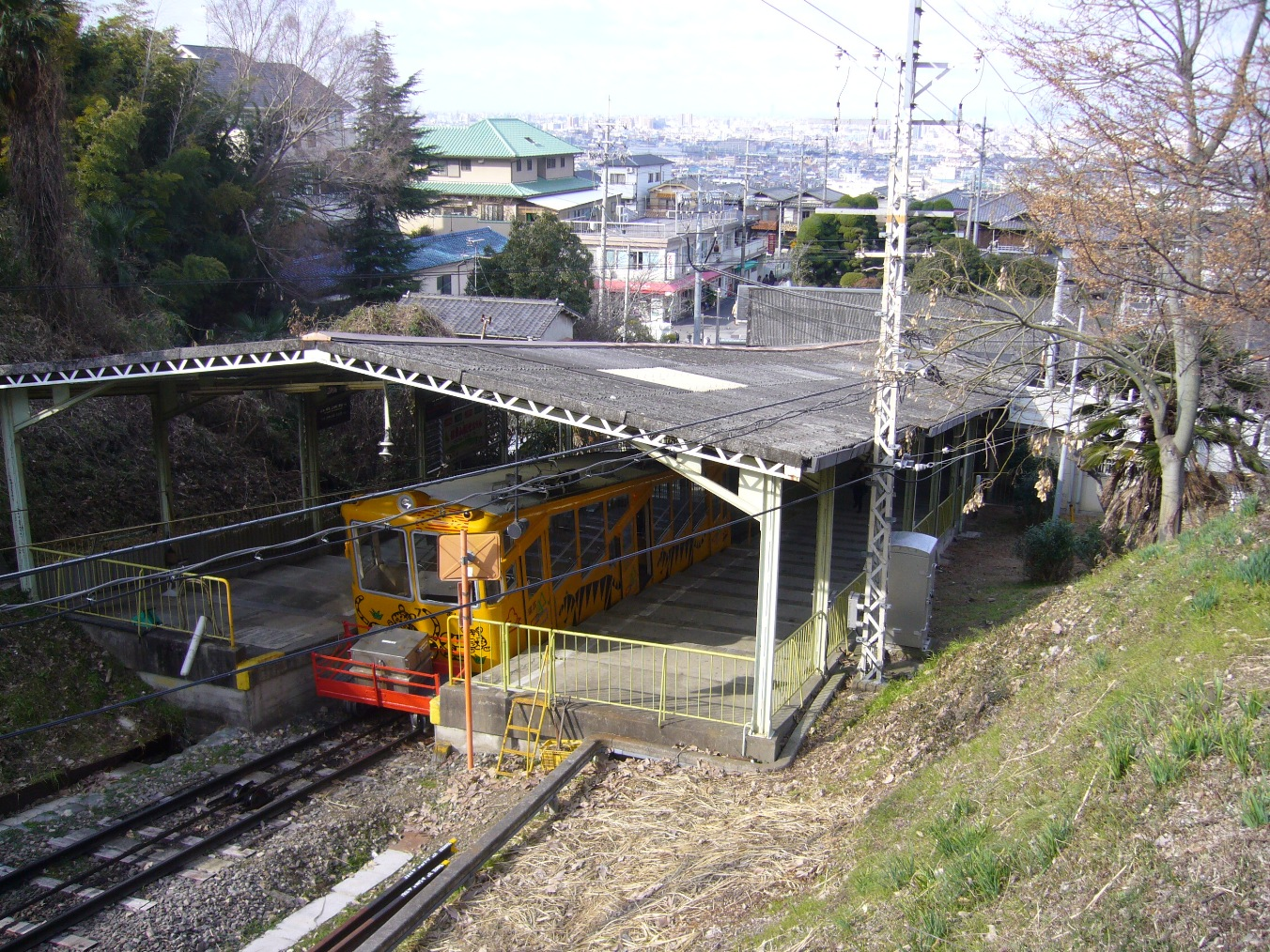
鋼索線ホームを山上側から俯瞰

## 利用状況
2024年11月12日における1日乗降人員は1,216人である。
近年における1日乗降人員の推移は下表の通り。
| 年度               | 特定日利用状況 | 特定日利用状況 | 特定日利用状況 | 特定日利用状況 | 1日平均 乗車人員 | 出典        | 出典          | 出典          |
| 年度               | 調査日         | 乗車人員       | 降車人員       | 乗降人員       | 1日平均 乗車人員 | 近鉄        | 大阪府        | 八尾市        |
| ------------------ | -------------- | -------------- | -------------- | -------------- | ---------------- | ----------- | ------------- | ------------- |
| 1990年（平成02年） | 11月06日       | 1,250          | 1,210          |                |                  |             | [ 大阪府 1 ]  |               |
| 1991年（平成03年） | -              | -              | -              | -              |                  |             | [ 大阪府 2 ]  |               |
| 1992年（平成04年） | 11月10日       | 1,314          | 1,205          |                |                  |             | [ 大阪府 3 ]  |               |
| 1993年（平成05年） | -              | -              | -              | -              |                  |             | [ 大阪府 4 ]  |               |
| 1994年（平成06年） | -              | -              | -              | -              |                  |             | [ 大阪府 5 ]  |               |
| 1995年（平成07年） | 12月05日       | 962            | 969            |                |                  |             | [ 大阪府 6 ]  |               |
| 1996年（平成08年） | -              | -              | -              | -              |                  |             | [ 大阪府 7 ]  |               |
| 1997年（平成09年） | -              | -              | -              | -              |                  |             | [ 大阪府 8 ]  |               |
| 1998年（平成10年） | 11月10日       | 956            | 924            |                |                  |             | [ 大阪府 9 ]  |               |
| 1999年（平成11年） | -              | -              | -              | -              |                  |             | [ 大阪府 10 ] |               |
| 2000年（平成12年） | 11月07日       | 898            | 906            | 1,804          |                  | [ 近鉄 1 ]  | [ 大阪府 11 ] |               |
| 2001年（平成13年） | -              | -              | -              | -              |                  |             | [ 大阪府 12 ] |               |
| 2002年（平成14年） | -              | -              | -              | -              |                  |             | [ 大阪府 13 ] |               |
| 2003年（平成15年） | 11月11日       | 889            | 865            | 1,754          |                  | [ 近鉄 2 ]  | [ 大阪府 14 ] |               |
| 2004年（平成16年） | -              | -              | -              | -              |                  |             | [ 大阪府 15 ] |               |
| 2005年（平成17年） | 11月08日       | 816            | 819            | 1,635          |                  | [ 近鉄 3 ]  | [ 大阪府 16 ] |               |
| 2006年（平成18年） | -              | -              | -              | -              |                  |             | [ 大阪府 17 ] |               |
| 2007年（平成19年） | -              | -              | -              | -              | 960              |             | [ 大阪府 18 ] | [ 八尾市 1 ]  |
| 2008年（平成20年） | 11月18日       | 804            | 808            | 1,612          | 974              | [ 近鉄 4 ]  | [ 大阪府 19 ] | [ 八尾市 2 ]  |
| 2009年（平成21年） | -              | -              | -              | -              | 972              |             | [ 大阪府 20 ] | [ 八尾市 3 ]  |
| 2010年（平成22年） | 11月09日       | 749            | 746            | 1,495          | 926              | [ 近鉄 5 ]  | [ 大阪府 21 ] | [ 八尾市 4 ]  |
| 2011年（平成23年） | -              | -              | -              | -              | 884              |             | [ 大阪府 22 ] | [ 八尾市 5 ]  |
| 2012年（平成24年） | 11月13日       | 760            | 779            | 1,539          | 856              | [ 近鉄 6 ]  | [ 大阪府 23 ] | [ 八尾市 6 ]  |
| 2013年（平成25年） | -              | -              | -              | -              | 858              |             | [ 大阪府 24 ] | [ 八尾市 7 ]  |
| 2014年（平成26年） | -              | -              | -              | -              | 827              |             | [ 大阪府 25 ] | [ 八尾市 8 ]  |
| 2015年（平成27年） | 11月10日       | 694            | 708            | 1,402          | 802              | [ 近鉄 7 ]  | [ 大阪府 26 ] | [ 八尾市 9 ]  |
| 2016年（平成28年） | -              | -              | -              | -              | 795              |             | [ 大阪府 27 ] | [ 八尾市 10 ] |
| 2017年（平成29年） | -              | -              | -              | -              | 775              |             | [ 大阪府 28 ] | [ 八尾市 11 ] |
| 2018年（平成30年） | 11月13日       | 695            | 685            | 1,380          | 770              | [ 近鉄 8 ]  | [ 大阪府 29 ] | [ 八尾市 12 ] |
| 2019年（令和元年） | -              | -              | -              | -              | 742              |             | [ 大阪府 30 ] | [ 八尾市 13 ] |
| 2020年（令和02年） | -              | -              | -              | -              | 593              |             | [ 大阪府 31 ] | [ 八尾市 14 ] |
| 2021年（令和03年） | 11月09日       | 548            | 566            | 1,114          | 608              | [ 近鉄 9 ]  | [ 大阪府 32 ] | [ 八尾市 15 ] |
| 2022年（令和04年） | 11月08日       | 617            | 627            | 1,244          | 655              | [ 近鉄 10 ] | [ 大阪府 33 ] | [ 八尾市 16 ] |
| 2023年（令和05年） | 11月07日       | 581            | 580            | 1,161          |                  | [ 近鉄 11 ] | [ 大阪府 34 ] |               |
| 2024年（令和06年） | 11月12日       |                |                | 1,216          |                  | [ 近鉄 12 ] |               |               |

## 駅周辺
駅周辺は閑静な住宅街となっている。日曜・祝祭日にはケーブルの乗換えや登山客、駅近くの霊園の参拝客でにぎわう。
- 教興寺
- 天照大神高座神社・岩戸神社
- 大阪府道177号東高安停車場線 - 旧駅名の東高安を今も名乗っている。

## その他
- 当駅の駅名は生駒線の信貴山下駅とともに、誤って信貴山駅と呼ばれ混乱を招くことがある。「信貴山駅」を名乗る駅そのものは実際に東信貴鋼索線に存在したが、1983年（昭和58年）に路線とともに廃駅となり、現行の地図上・路線図上には一切掲載されていない。
- 大軌は当初、山本駅から当駅を経由し枚岡駅まで至る路線を「高安線」として申請し、1928年（昭和3年）に免許を受けていた[6]。しかし実際には山本駅から当駅までを信貴線として開業するにとどまり、残る枚岡駅までの区間は1937年（昭和12年）に起業廃止となっている[6]。

## 隣の駅
近畿日本鉄道
J 信貴線
服部川駅 (J13) - 信貴山口駅 (J14)
Z 西信貴鋼索線
信貴山口駅 (Z14) - 高安山駅 (Z15)

### 記事本文

### 利用状況
1. ↑  駅別一日乗降人員 生駒線 田原本線 信貴線 けいはんな線 - 近畿日本鉄道
2. ↑  大阪府統計年鑑 - 大阪府
3. ↑  八尾市統計書 - 八尾市

#### 近畿日本鉄道
1. ↑  駅別乗降人員 生駒線 田原本線 信貴線 東大阪線 - 近畿日本鉄道（ウェイバックマシン）
2. ↑  駅別乗降人員 生駒線 田原本線 信貴線 東大阪線 - 近畿日本鉄道（ウェイバックマシン）
3. ↑  駅別乗降人員 生駒線 田原本線 信貴線 けいはんな線 - 近畿日本鉄道（ウェイバックマシン）
4. ↑  駅別乗降人員 生駒線 田原本線 信貴線 けいはんな線 - 近畿日本鉄道（ウェイバックマシン）
5. ↑  駅別乗降人員 生駒線 田原本線 信貴線 けいはんな線 - 近畿日本鉄道（ウェイバックマシン）
6. ↑  駅別乗降人員 生駒線 田原本線 信貴線 けいはんな線 - 近畿日本鉄道（ウェイバックマシン）
7. ↑  駅別乗降人員 生駒線 田原本線 信貴線 けいはんな線 - 近畿日本鉄道（ウェイバックマシン）
8. ↑  駅別乗降人員 生駒線 田原本線 信貴線 けいはんな線 - 近畿日本鉄道（ウェイバックマシン）
9. ↑  近鉄線駅別乗降人員データ【調査日：令和3年11月9日(火)】 (PDF)  - 近畿日本鉄道
10. ↑  近鉄線駅別乗降人員データ【調査日：令和4年11月8日(火)】 (PDF)  - 近畿日本鉄道
11. ↑  近鉄線駅別乗降人員データ【調査日：令和5年11月7日(火)】 (PDF)  - 近畿日本鉄道
12. ↑  近鉄線駅別乗降人員データ【調査日：令和6年11月12日(火)】 (PDF)  - 近畿日本鉄道

#### 大阪府統計年鑑
1. ↑  大阪府統計年鑑（平成3年） (PDF)
2. ↑  大阪府統計年鑑（平成4年） (PDF)
3. ↑  大阪府統計年鑑（平成5年） (PDF)
4. ↑  大阪府統計年鑑（平成6年） (PDF)
5. ↑  大阪府統計年鑑（平成7年） (PDF)
6. ↑  大阪府統計年鑑（平成8年） (PDF)
7. ↑  大阪府統計年鑑（平成9年） (PDF)
8. ↑  大阪府統計年鑑（平成10年） (PDF)
9. ↑  大阪府統計年鑑（平成11年） (PDF)
10. ↑  大阪府統計年鑑（平成12年） (PDF)
11. ↑  大阪府統計年鑑（平成13年） (PDF)
12. ↑  大阪府統計年鑑（平成14年） (PDF)
13. ↑  大阪府統計年鑑（平成15年） (PDF)
14. ↑  大阪府統計年鑑（平成16年） (PDF)
15. ↑  大阪府統計年鑑（平成17年） (PDF)
16. ↑  大阪府統計年鑑（平成18年） (PDF)
17. ↑  大阪府統計年鑑（平成19年） (PDF)
18. ↑  大阪府統計年鑑（平成20年） (PDF)
19. ↑  大阪府統計年鑑（平成21年） (PDF)
20. ↑  大阪府統計年鑑（平成22年） (PDF)
21. ↑  大阪府統計年鑑（平成23年） (PDF)
22. ↑  大阪府統計年鑑（平成24年） (PDF)
23. ↑  大阪府統計年鑑（平成25年） (PDF)
24. ↑  大阪府統計年鑑（平成26年） (PDF)
25. ↑  大阪府統計年鑑（平成27年） (PDF)
26. ↑  大阪府統計年鑑（平成28年） (PDF)
27. ↑  大阪府統計年鑑（平成29年） (PDF)
28. ↑  大阪府統計年鑑（平成30年） (PDF)
29. ↑  大阪府統計年鑑（令和元年） (PDF)
30. ↑  大阪府統計年鑑（令和2年） (PDF)
31. ↑  大阪府統計年鑑（令和3年） (PDF)
32. ↑  大阪府統計年鑑（令和4年） (PDF)
33. ↑  大阪府統計年鑑（令和5年） (PDF)
34. ↑  大阪府統計年鑑（令和6年） (PDF)

#### 八尾市統計書
1. ↑  八尾市統計書　2009年版 - 八尾市
2. ↑  八尾市統計書　2010年版 - 八尾市
3. ↑  八尾市の概要　2011 - 八尾市
4. ↑  八尾市統計書　2012年版 - 八尾市
5. ↑  八尾市統計書　2013年版 - 八尾市
6. ↑  八尾市統計書　2014年版 - 八尾市
7. ↑  八尾市統計書　2015年版 - 八尾市
8. ↑  八尾市統計書　2016年版 - 八尾市
9. ↑  八尾市統計書　2017年版 - 八尾市
10. ↑  八尾市統計書　2018年版 - 八尾市
11. ↑  八尾市統計書　2019年版（平成30年度統計） - 八尾市
12. ↑  八尾市統計書　2020年版（令和元年度統計） - 八尾市
13. ↑  八尾市統計書　2021年版（令和2年度統計） - 八尾市
14. ↑  八尾市統計書　2022年版（令和3年度統計） - 八尾市
15. ↑  八尾市統計書　2023年版（令和4年度統計） - 八尾市
16. ↑  八尾市統計書　2024年版（令和5年度統計） - 八尾市